# Sinfonia n.º 4 (Shostakovich)

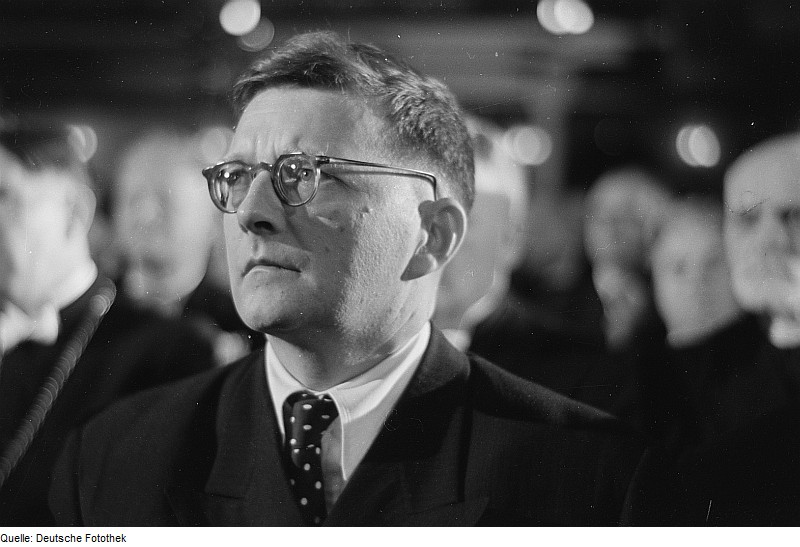
Dmitri Shostakovich

A Sinfonia n.º 4 em Dó menor de Dmitri Shostakovich (opus 43) foi composta entre setembro de 1935 e maio de 1936, após o abandono de alguns esboços. Em janeiro de 1936, na metade de sua composição, Pravda - um jornal sob as ordens de Joseph Stalin - publicou um edital chamado "Bagunça invés de Música", que denunciava o compositor e especificamente sua ópera Lady Macbeth de Mtsensk. Depois dos ataques e da grande opressão política, Shostakoivch não apenas concluiu sua sinfonia, como também planejou sua estreia, programada para dezembro de 1936 em Leningrado. Em algum momento dos ensaios, ele mudou de ideia. O trabalho foi finalmente apresentado dia 30 de dezembro de 1961 pela Orquestra Filarmônica de Moscou, conduzida por Kirill Kondrashin.

## Estrutura
A sinfonia é fortemente influênciada por Gustav Mahler, tendo suas músicas estudadas por Shostakovich com Ivan Sollertinsky durante os anos anteriores. A duração, o tamanho da orquestra, o estilo da orquestração e o uso da melodia banal, justaposta, todas vieram de Mahler.
O trabalho é formado por três movimentos. O último dura aproximadamente uma hora, enquanto o primeiro dura aproximadamente vinte e cinco minutos e o movimento do meio leva nove. Essa sinfonia tem um design diferente das outras.
1. Allegretto - Podo Moderato - Presto
Se o primeiro movimento de uma sinfonia bem sucedida tem que seguir as regras da sonata tradicional de uma forma bem estreita, então o movimento de abertura da Quarta Sinfonia é inicialmente um fracasso. Uma análise mais atenta revela revela que o movimento é "uma relação de esconde-esconde com forma de sonata".
2. Moderato con Moto
Esse movimento é um intermezzo Mahleriano em forma de rondo, onde dois temas contrastantes aparecem em alternância, ambos sendo imaginativelmente transformados e recombinados. Esse movimento remete aos scherzos da Segunda e da Sétima Sinfonias de Gustav Mahler[3].
3. Largo - Allegro
O terceiro movimento para oferecer menos problemas ao ouvinte. A sombra de Gustav Mahler paira por trás da sinfonia inteira

## Orquestração
Shostakovich faz uso de uma imensa orquestra nesse trabalho, precisando de aproximadamente cem músicos para executá-la. Isso, combinada com a extrema técnica e demanda emocional nas performances, faz da Quarta Sinfonia uma das líderes em questões de partitura, e faz dela um dos mais importantes trabalhos pessoais do compositor.
Madeiras
2 Piccolos
4 Flautas
4 Oboés
4 Clarinetes
Requinta
Clarinete baixo
3 Fagotes
Contrafagote
Metais
8 Trompas
4 Trompetes
3 Trombones
2 Tuba
Percussão
6 Timpano
Bumbo
Caixa
Gongo
Prato
Triângulo
Glockenspiel
Xilofone
Bloco sonoro
Castanhola
Instrumento de Tecla
Celesta
Cordas
16-20 1ºs Violinos
14-18 2ºs Violinos
12-16 Violas
12-16 Violoncelos
10-14 Contrabaixos
2 Harpas

## Gravações Notáveis
- Orquestra Filarmônica de Moscou/Kyrill Kondrasin (feita na première)
- Orquestra Philharmonia/Gennady Rozhdestvensky
- Orquestra da Filadélfia/Eugene Ormandy
- Orquestra Sinfônica de Praga/Maxim Shostakovich
- Orquestra Sinfônica Nacional/Mstislav Rostropovich
- Orquestra Sinfônica de Londres/Mstislav Rostropovich
- Orquestra Sinfônica de Milão Giuseppe Verdi/Oleg Caetani
- Orquestra Sinfónica Juvenil de Caracas